# 丹尼利夫卡 (米科拉伊夫州)
46°59′52″N 31°31′15″E / 46.99778°N 31.52083°E
丹尼利夫卡（烏克蘭語：Данилівка），是烏克蘭的村落，位於該國南部尼古拉耶夫州，由尼古拉耶夫區內恰亞內市鎮負責管轄，始建於1787年，面積0.73平方公里，海拔高度22米，2001年人口410，人口密度每平方公里561.6人。